# Eau de Gaga
Eau de Gaga é a segunda fragrância de uso unissex da cantora americana Lady Gaga. Os detalhes do produto foram anunciados pelo site oficial da Haus Laboratories, responsável pela produção do perfume. Segundo notas oficiais, a fragrância contém aromas de violeta-branca, lima e couro.

## Desenvolvimento
Em agosto de 2014, por meio das rede sociais, Lady Gaga anunciou que sua segunda fragrância, intitulada de Eau de Gaga, seria lançada pela  Coty, Inc. e Haus Laboratories. Além disso, revelou a primeira imagem promocional do perfume em que aparece com vários homens ricos, representando a fragrância como direcionada ao público masculino e feminino. A publicidade da campanha foi dirigida e fotografada por Steven Klein, que trabalhou com Gaga na primeira fragrância, Fame. O lançamento ocorreu no mês de setembro na França, Polônia, Alemanha, Reino Unido, Espanha e outros países da Europa. Ásia, Oceania, Rússia e Dinamarca lançaram o perfume no mês de novembro. Nos Estados Unidos e no Canadá, Eau de Gaga foi lançado em 15 de janeiro de 2015.

## Coleção
O frasco de Eau de Gaga é preo e simula a estética masculina e feminina numa caixa vermelha de forma retangular. Na parte fontal, diz "Eau de Gaga: Pais New York 001", referindo-se a esta fragrância como a primeira de toda coleção que está por ser continuada.. Há, também, uma loção corporal e gel de banho vendido separadamente da fragrância. Os frascos para loção corporal e gel de banho são finas e ambos têm o mesmo design da caixa da fragrância original. A fragrância está disponível em 15ml, 30ml, 50ml e 75ml. Tanto a loção quanto o gel de banho estão disponíveis em 75ml e 200ml, respectivamente.

## Promoção
Em agosto de 2014, Gaga apresentou a primeira imagem promocional da fragrância. A imagem que inclui Gaga ao lado de outros homens ricos, representa o perfome de modo unissex. Posteriormente, o pôster oficial foi relevado por Gaga nas redes sociais. No site do Haus Laboratories, houve uma contagem regressiva para revelar detalhes do perfume. Ao término da contagem regressiva, mais imagens promocionais eram exibidas no site, além de preços, ingredientes e outras informações. Lady Gaga afirmou que a fragrância inicial era 0001 e que haveria uma coleção completa para as fragrâncias de Eau de Gaga.
Em 19 de setembro de 2014, um vídeo comercia foi lançado para divulgar o perfume, que mostra Gaga com cabelos loiros e usando um vestido decotado, sobre uma pilha de modelos masculinos sem camisa. No vídeo, o dueto com Tony Bennett, "I Can't Give You Anything but Love", tocava ao fundo. A escolha da música é de seu álbum colaborativo com o artista, Cheek to Cheek. O vídeo em preto e branco tem um minuto de duração e foi filmado e dirigido por Steven Klein. De acordo com o Washington Jewish Week, Eau de Gaga foi o décimo perfume mais vendido em 2014, com vendas estimadas de 23.000 unidades.